# ヴァイオリンソナタ (ルクー)
ヴァイオリン・ソナタ ト長調は、ギヨーム・ルクーが1892年に作曲したヴァイオリンソナタ。

## 概要
ルクーは1888年にフランスのパリに移住、そこでルクーと同じベルギー出身のセザール・フランクに、フランクの死後は彼の高弟であるヴァンサン・ダンディに引き続き、師事してきている。パリ移住の約3年後にあたる1891年、ルクーが作曲したカンタータ『アンドロメダ』がローマ賞コンクールで2等賞を受賞、しかしルクー自身はこの結果に納得せず受賞を辞退していた。そうした中、このカンタータ『アンドロメダ』に接し深く感銘を受けたのが、やはりルクーと同じベルギー出身のヴァイオリニスト、ウジェーヌ・イザイだった。イザイはルクーに作曲を依頼、コンクール翌年の1892年にこのヴァイオリン・ソナタが作曲された。作曲を依頼したイザイは作曲翌年の1893年3月7日この作品を初演し、ルクーはこのヴァイオリン・ソナタをイザイに献呈している。
なお、作曲したルクーは初演の翌年、1894年に24歳の若さで他界している。

## 構成
曲は全3楽章から構成し、約30分を要する。
恩師フランクを受け継ぐかのようにルクーは献身的性質を備え、全力で音楽に向き合っていた。このヴァイオリン・ソナタもフランクの影響を受けるかのように、循環形式が採り入れられており、幾つものテーマが、調性やテンポを変化させながら、異なる表情で各楽章に繰り返し出現している。例えば、第1楽章の序奏で提示されているテーマは終楽章である第3楽章に於いても3度出現している。
第1楽章 Très modéré - Vif et passionné
序奏付きのソナタ形式。誰をも包み込むような温かい光を連想させるテーマで”始まり”を語りかけるかの如く書かれた序奏に対し、次いで現れる主部に於いては、複数のテーマを随所にちりばめながら、ヴァイオリンとピアノが相互に情熱的に重なり合い、先を求め往き、そして再び平穏な世界に還る。
第2楽章 Très lent
8分の7拍子を中心に拍子が不規則に変化するが、これはルクーの故郷ベルギーのワロン地方の民謡に由来する。
第3楽章 Très animé
冒頭で決意を語ると、ピアノが奏でるメロディーに乗って、活気に満ちつつ前へと突き進んでいく。中間部のところで第1楽章序奏テーマが出現し、恍惚的な響きの中で逡巡するも、遠くから繰り返しピアノが語りかけてくるモチーフによって覚醒、再び前進してコーダへ。そして輝く光に向かって駆け抜けながら曲全体が閉じられる。

## レコード録音
ベルギー出身のヴァイオリニスト、アンリ・コックが1932年にフランス・ポリドールにて演奏・録音したのが当楽曲として世界初となっている。その後、日本国内でも第2次大戦の終戦から4年経過した1949年（昭和24年）頃に巌本真理のヴァイオリン、野邊地勝久(瓜丸)のピアノというコンビで日本コロムビアに於いて演奏・録音を行っている。